# Edward Fortyhands

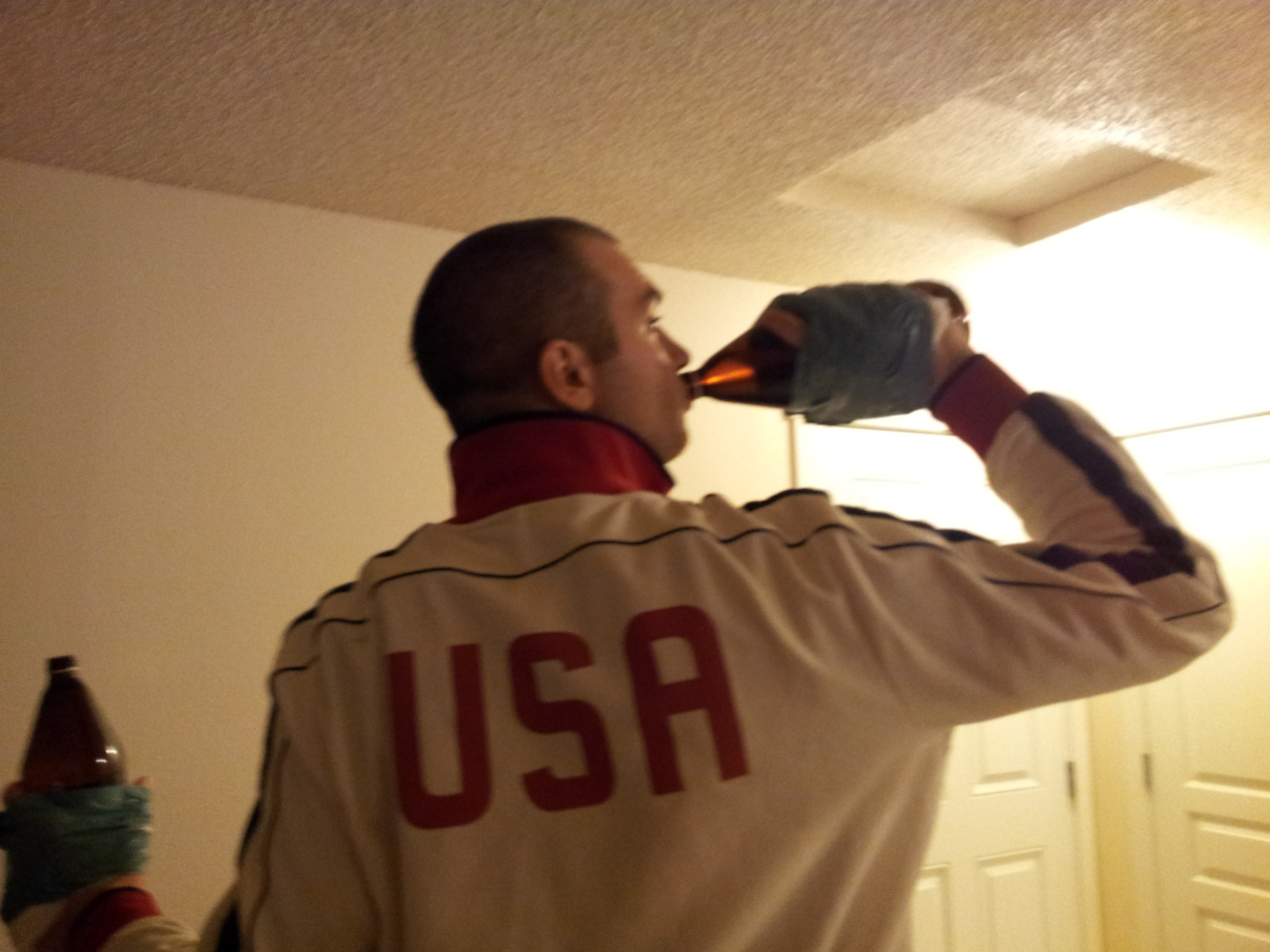
Edward Fortyhands

Edward Fortyhands (wörtl. engl. Eduard Vierzighand, sinngemäß etwa Edward mit den Flaschenhänden) ist ein Trinkspiel aus den USA, bei dem sich jeder Mitspieler zwei 1-Liter (ursprünglich 40-ounce, 1,183 Liter) Flaschen Alkohol (gewöhnlich Starkbier, manchmal auch Wein oder Cider) mit Klebeband an den Händen befestigt. Diese darf er erst abnehmen, wenn sie leer sind.
Der Name bezieht sich auf den Film Edward mit den Scherenhänden.

## Regeln
Jeder Spieler hat eine 1-Liter-Flasche Starkbier mit Klebeband an jeder Hand befestigt. Er darf seine Hände erst dann wieder verwenden, wenn die Flaschen ausgetrunken wurden. Alternativ kann auch festgelegt werden, dass eine Flasche abgenommen werden darf, sobald sie leer ist.
Bei der originalen Variante entstehen besondere Schwierigkeiten, weil die Spieler für gewöhnlich die Hände benötigen, um z. B. einen Anruf entgegenzunehmen oder zur Toilette zu gehen. Daher sind die Spieler meist darauf bedacht, die Flaschen so schnell wie möglich zu leeren, damit sie ihre Hände wieder benutzen können. Diese Herausforderung wird manchmal auch zum ‚Ziel‘ des Spiels gemacht: Der Spieler, der es schafft, am längsten auf solche Aktivitäten zu verzichten, gewinnt das Spiel. Manchmal wird es den Spielern erlaubt, diesen Aktivitäten nachzugehen, solange sie jemanden finden, der ihnen dabei hilft.

## Kritik
Joseph Califano, der Vorstandsvorsitzende des Center on Addiction and Substance Abuse (Zentrum für Sucht und Substanzmissbrauch) der Columbia University und ehemaliger US-Gesundheitsminister, schrieb: „Eine Nacht Edward Fortyhands mag wie eine Menge Spaß für ein paar Stunden erscheinen, aber es kann sehr schnell außer Kontrolle geraten und im Krankenhaus enden - oder in der Leichenhalle.“

## Vorkommen in TV-Serien
Das Spiel wurde bereits in einigen Fernsehserien erwähnt. Die wohl bekannteste ist die Folge 2 „Die Nackte Wahrheit“ der 7. Staffel der US-Serie How I Met Your Mother.
Weitere sind:
- Die Folge „Super Milo“ von Men at Work
- Eine Folge von Workaholics
- Der nicht veröffentlichte Pilot von Raising Hope
- CSI: NY S3E4 „Hung Out To Dry“
- Die vierte Folge „Perfect Health“ von Perfect Couples[6]
- Eine Promo für Redneck Island
- Gossip Girl The Carlyles: Take A Chance On Me[7] (Buch)
- Episode 46, Todesart #255 Blödes Spiel 1000 Wege, ins Gras zu beißen
- Cobra Kai
- Staffel 7, Episode 2 „Die nackte Wahrheit“ in der Serie How I Met Your Mother